# احتجاجات رومانيا في 2012
كانت الاحتجاجات الرومانية في 2012 سلسلة من التظاهرات والمسيرات المدنية، أثارها إدخال تشريع جديد على إصلاح الرعاية الصحية. وكان أحد عواملها البارزة انتقاد الرئيس ترايان باسيسكو لنائب وزير الصحة، رائد عرفات، في بث على التلفزيون الروماني. وتحولت الاحتجاجات إلى أعمال عنف، فتكبد كل من المتظاهرين وقوات الدرك إصابات خلال الاشتباكات التي دارت بينهما.
وفي صباح يوم 5 فبراير 2012، أعلن رئيس الوزراء إميل بوك استقالته بسبب الاحتجاجات. وقال إن قراره سيخفف من توتر الوضع السياسي والاجتماعي في البلاد. استمرت الاحتجاجات، على نطاق أقل، في ميدان الجامعة في بوخارست. وطالب المتظاهرون باستقالة الرئيس وإجراء انتخابات عامة مبكرة. وشهدت الأشهر اللاحقة استمرار الاحتجاجات في رومانيا بسبب مجموعة متنوعة من الخلافات.

## مسار الاحتجاجات

### المرحلة الأولى
في 12 يناير 2012، نُظم احتجاج سلمي في تارغو موريش تضامنَا مع مؤسس خدمة الطوارئ المتنقلة للإنعاش والإنقاذ (سمُرد)، رائد عرفات. سار التجمع من وسط تارغو موريش نحو مقر سمُرد، مما أدى إلى عرقلة حركة المرور، وانضم عدة مئات من الأشخاص إلى المتظاهرين، ليصل عددهم إلى 3,000 شخص. رُفعت دعوات التماس عدة على مواقع التواصل الاجتماعي، ضمت مئات الآلاف، بل الملايين من المؤيدين.
في مساء 13 يناير 2012، أُقيمت تظاهرة في ميدان الجامعة في بوخارست لدعم عرفات. وفي نحو الساعة 19:00 بالتوقيت المحلي، سار المتظاهرون نحو قصر كوتروتشين. وارتفع عددهم إلى نحو 2,000. نُظمت مظاهرات كبيرة أخرى مناهضة للرئيس في بوخارست وبراشوف وتيميشوارا وسيبيو. ومن الجدير بالذكر أن أيًا من هذه التجمعات كان مرخصًا.
في 14 يناير 2012، احتشد المتظاهرون في ميدان الجامعة وخارج بوابات قصر كوتروتشين. ولتجنب الاشتباكات، نُصبت أسوار دفاعية. وفي نحو الساعة 18:00 بالتوقيت المحلي، أغلق المتظاهرون جادة نيكولاي بالسيسكو. وبعد تدخل رجال الدرك، أُخليت الجادة ودُفع المتظاهرون إلى الرصيف.
وفي نحو الساعة 20:50 بالتوقيت المحلي، ألقى المتظاهرون الحجارة على رجال الدرك. واستخدمت قوات الدرك والشرطة الغاز المسيل للدموع بهدف تفريق المتظاهرين.
تدخل طاقم إسعاف بوخارست ومنظمة سمُرد من أجل تقديم الرعاية الطبية لعشرين شخصًا. كان من بينهم خمسة رجال درك. وبالمثل، جُرح أحد عاملي أنتينا 3 في الاحتجاجات، بعد إصابته بحجر أُلقي خلال الاشتباك. واعتقلت قوات الدرك 29 متظاهرًا، بعد رميهم أشياء غير حادة وإخلالهم بالنظام العام.
في 15 يناير 2012، كانت المظاهرات مستمرة. ومنذ الصباح الباكر، تجمع المتظاهرون في ساحات المدن الرئيسية في رومانيا. ولوحوا بالأعلام الرومانية المقصوصة في المنتصف (رمز الثورة الرومانية عام 1989). ودعوا إلى انتخابات مبكرة. وطالب الاتحاد الاشتراكي الليبرالي (ائتلاف المعارضة البرلمانية) بعقد جلسة عامة استثنائية للبرلمان.
وفي منتصف بعد الظهر، تجمع نحو 100 شخص، معظمهم ثوار سابقون، في ميدان النصر في تيميشوارا من أجل الاحتجاج. مُنح هذا التجمهر ترخيصًا وكان من المقرر أن ينتهي عند الساعة 17:00، إذ كان من المتوقع أن يصل مشجعو فريق كرة القدم بولي تيميشوارا إلى الساحة. واصطحب رجال الدرك رجلًا مسنًا يهتف لصالح بوسيسكو خارج موقع التظاهر. وخلال الليل، حافظ معظم المتظاهرين في ميدان الجامعة على موقف سلمي، فيما حاولت مجموعات صغيرة تدمير حواجز الشرطة. يزعم البعض وجود تلاعب في المظاهرات (كسماح الشرطة عمدًا لنشاط المشاغبين مثلًا) لأسباب سياسية. وفي ساحة الاتحاد في ياش، نُظم تجمع متضامن مع عرفات من قِبل منظمة الشباب التابعة للحزب الليبرالي القومي (بّي إن إل) في ياش. وانضم إليه آخرون تجمعوا في ساحة قصر الثقافة.
وشوهد إلياس بوكوريكا، عضو الاتحاد الوطني من أجل التقدم في رومانيا (يو إن بّي آر)، الداعم للحكومة، في إحدى المظاهرات. نُشرت صور بوكوريكا في حشد للاتحاد الوطني من أجل دعم نيكولاي أونتانو، عمدة، في 19 أكتوبر 2010. ونُشرت صور بوكوريكا عند إطلاق منصة يسار الوسط السياسية التابعة للاتحاد الوطني من أجل التقدم في رومانيا في 21 ديسمبر 2011. يُزعم أن المتظاهرين عمدوا إلى تخريب الطريق من ميدان الاتحاد إلى متنزه تينريتولوي (أكبر حديقة في المنطقة الرابعة في بوخارست).
استقال كريستيان بوبيسكو بيدوني، عمدة المنطقة الرابعة من منصبه في حزب المحافظين، (جزء من الاتحاد الاشتراكي الليبرالي) وكان ينوي خوض انتخابات رئاسة البلدية كمرشح من اليو إن بّي آر. قال بيدوني في وقت لاحق،لا ينبغي لنا أن نحول هذه القضية إلى قضية سياسية، ولربما يتعين على الأطراف التي تريد الاستفادة من هذه الظروف أن توضح موقفها. وقال غابرييل أوبريا، وزير الدفاع في حكومة بوك ورئيس يو إن بّي آر،
إنها ديماغوجية خالصة، ليس ثمة أي صلة بين الأشخاص الذين كانوا هناك وبين يو إن بّي آر.
صرح جورج بيكالي، مالك نادي ستياوا بوخارست لكرة القدم، أن أفراد رابطة مشجعي النادي كانوا من بين المشاغبين المشاركين في الأحداث، الرابطة التي يقودها كاتالين زيسو، جنرال في وزارة الدفاع الوطني الرومانية. ورفض الجنرال كاتالين زيسو التعليق على مزاعم بيكالي، رغم أنه قد يكون على دراية بها.
وكان ثمة مجموعات صغيرة من الألتراس بقيادة تاراراش ماريوس وتسينتا كلوديو من دينامو بوخارست ودينيسكو ألكسندرو ميهاي من ستياوا بوخارست. وفي 17 يناير 2012، احتُجز ميهاي كاباتانا لمدة 29 يومًا بتهمة التخريب في معرض الأحداث.
وفي 16 يناير 2012، تجمع المتظاهرون بأعداد كبيرة مرة أخرى في ميدان الجامعة ببوخارست. وحافظت الشرطة على السلام. راقبت قوات الدرك المواقع الرئيسية في بوخارست مثل نقاط الوصول إلى مترو الأنفاق. وأوقفت المتظاهرين الذين كانوا يحملون أسلحة ويعتزمون الدخول إلى منطقة الجامعة، وألقت القبض على حاملي الأسلحة في التجمعات. لم تقع أحداث عنف كبيرة. وفي نحو الساعة 23:20 بالتوقيت المحلي، في جادة بريتيانو، حاصر رجال الدرك نحو 70 شخصًا من الألتراس، الذين كانوا يتجهون نحو ميدان الجامعة. وطُلب منهم التعريف بأنفسهم ثم عُبئوا في شاحنات.
وبدأ المتظاهرون المتجمعون في ساحة الاتحاد في كلوج نابوكا، والذي بلغ عددهم نحو 600 شخص، مسيرة مسائية في وسط المدينة، مرددين شعارات مناهضة للحكومة والرئاسة وحملوا أعلامًا رومانية كبيرة.
وفي 17 يناير، كانت الاحتجاجات مستمرة في بوخارست. وتجمع المئات من الأشخاص في منتصف النهار، وارتفعت الأعداد مع حلول المساء. ودعا رئيس الوزراء بوك تحالف المعارضة المتمثل بالاتحاد الاشتراكي الليبرالي إلى محادثات تُعقد في اليوم التالي في قصر البرلمان. أعلن رئيسا الاتحاد الاشتراكي الليبرالي، زعيم الحزب الليبرالي القومي كرين أنتونيسكو وزعيم الحزب الديمقراطي الاشتراكي فيكتور بونتا، عن برنامج الإجراءات. كان البند الأول الاستقالة الفورية لحكومة الحزب الليبرالي الديمقراطي بقيادة إميل بوك وإجراء انتخابات مبكرة. وجرت احتجاجات في 60 مدينة رومانية أخرى شارك فيها أكثر من 5,000 شخص.
وعاد عرفات إلى منصبه السابق كوكيل لوزارة الصحة. وأعلن أن استقالته الأولية كانت بسبب مشروع قانون الصحة، وبما أنه أُلغي، فيمكنه استئناف دوره. وشدد أيضًا على أن المتظاهرين لم يعودوا يشيرون إليه على وجه التحديد، وأنه لن يدلي بأي تعليق آخر حول الاحتجاجات.
في كونستانستا، زار مفتشو سلامة المباني (وكالة تابعة لوزارة التنمية الإقليمية) قاعة المدينة لاستجواب رئيس البلدية، رادو ستيفان مازار، حول شرعية عددٍ من الخيام التي نصبها بالقرب من موقع المتظاهرين. وكانت هذه الخيام تقدم للمتظاهرين الشاي الساخن. وفي رده، طرد رادو مازار المفتشين وانضم إلى المتظاهرين في الشارع. فأصبح بذلك أول سياسي ينضم إلى المتظاهرين. وذكر أن حضوره لم يكن بصفة رئيس بلدية أو رجل سياسة، بل كمواطن.
وفي أليكساندريا، بمقاطعة تيليورمان، تظاهر مئات الأشخاص، بينهم مواطنون عاطلون عن العمل ومتقاعدون وموظفون حكوميون ونقابيون، في ساحة دار الثقافة. وانضم إليهم العشرات من الأشخاص القادمين من روشيوري دي فيدي بالحافلة. وبالإضافة إلى مطلب استقالة بوسيسكو، طالب الشعب أيضًا باستقالة محافظ المقاطعة، تيودور نيتسوليسكو.